# Coupe de France 1962/63
Het seizoen 1962/63 was het 46e seizoen van de Coupe de France in het voetbal. Het toernooi werd georganiseerd door de Franse voetbalbond.
Dit seizoen namen er 1209 clubs deel. De competitie ging in de zomer van 1962 van start en eindigde op 23 mei 1963 met de beslissingswedstrijd in de finale in het Stade Olympique Yves-du-Manoir in Colombes. De finale werd gespeeld tussen AS Monaco (voor de tweede keer finalist) en Olympique Lyon (voor het eerst finalist). AS Monaco veroverde voor de tweede keer de beker door Olympique Lyon met 2-0 te verslaan.
AS Monaco won als zesde club de dubbel (landstitel en beker) in het Franse voetbal. Als landskampioen vertegenwoordigde AS Monaco Frankrijk in de Europacup I, als bekerfinalist nam Olympique Lyon de plaats in de Europacup II 1963/64 in.

## Uitslagen

### 1/32 finale
De wedstrijden werden op 20, 24 (RC Lens - Lille OSC) en 27 januari (SR Creutzwald - RCFC Besançon) gespeeld, de beslissingswedstrijden op 27 (AS Brest - Stade Laval) en 31 januari (Stade Français - Stade Rennes). De 20 clubs van de Division 1 kwamen in deze ronde voor het eerst in actie.
| Winnaar             | Uitslag     | Verliezer            |
| ------------------- | ----------- | -------------------- |
| AS Monaco           | 3-0         | SC Draguignan-Le Muy |
| Olympique Lyon      | 4-0         | SA Épinal            |
| Stade Reims         | 4-0         | Racing Calais        |
| Sporting Toulon     | 1-0         | AS Saint-Étienne     |
| Girondins Bordeaux  | 1-0 nv      | SO Châtellerault     |
| UA Sedan Torcy      | 4-0         | US Dunkerque         |
| Limoges FC          | 3-0         | Arago Sport Orléans  |
| AS Brest            | 0-0 nv; 2-1 | Stade Laval          |
| FC Sochaux          | 6-1         | US Forbach           |
| Olympique Marseille | 3-1         | AS Béziers           |
| SR Creutzwald       | 1-0         | RCFC Besançon        |
| SCO Angers          | 1-0         | AAJ Blois            |
| AC Cambrai          | 2-0         | JA Armentières       |
| Toulouse FC         | 2-0         | Hyères FC            |
| Red Star Olympique  | 6-0         | FC Nantes            |
| RC Paris            | 3-0         | EDS Montluçon        |

| Winnaar               | Uitslag     | Verliezer           |
| --------------------- | ----------- | ------------------- |
| Olympique Nîmes       | 3-1         | ECAC Chaumont       |
| Stade Français        | 0-0 nv; 3-1 | Stade Rennes        |
| RC Strasbourg         | 2-1         | FC Mulhouse         |
| SC Abbeville          | 2-0         | Stade Compiègne     |
| AS Cannes             | 3-2         | Biver Sports        |
| FC Nancy              | 1-0         | Stade Béthune       |
| Le Havre AC           | 1-0         | FC Rouen            |
| AS Strasbourg         | 8-0         | ES Moulins          |
| RC Lens               | 2-1         | Lille OSC           |
| OGC Nice              | 5-2         | FC Annecy           |
| Stade Saint-Brieuc    | 3-0         | AC Dreux            |
| AS Bagneaux-Nemours   | 1-0         | US Boulogne         |
| US Blanzy-Montceau    | 1-0         | FC Grenoble         |
| EF Bergerac           | 2-0         | Gallia Club Lunel   |
| US Valenciennes-Anzin | 2-0         | Stade Saint-Germain |
| AS Aix                | 1-0         | SO Montpellier      |

### 1/16 finale
De wedstrijden werden op 17 februari gespeeld, de beslissingswedstrijden op 24 (AS Brest - AS Strasbourg), 24 en 28 januari (Olympique Marseille - OGC Nice) en 3 februari (SR Creutzwald - Stade Saint-Brieuc).
| Winnaar            | Uitslag     | Verliezer       |
| ------------------ | ----------- | --------------- |
| AS Monaco          | 2-1         | Olympique Nîmes |
| Olympique Lyon     | 2-1 nv      | Stade Français  |
| Stade Reims        | 1-0         | RC Strasbourg   |
| Sporting Toulon    | 2-0         | SC Abbeville    |
| Girondins Bordeaux | 2-0         | AS Cannes       |
| UA Sedan Torcy     | 4-3 nv      | FC Nancy        |
| Limoges FC         | 1-0 nv      | Le Havre AC     |
| AS Brest           | 1-1 nv; 3-2 | AS Strasbourg   |

| Winnaar             | Uitslag             | Verliezer             |
| ------------------- | ------------------- | --------------------- |
| FC Sochaux          | 1-0                 | RC Lens               |
| Olympique Marseille | 2-2 nv; 0-0 nv; 3-0 | OGC Nice              |
| SR Creutzwald       | 3-3 nv; 2-1         | Stade Saint-Brieuc    |
| SCO Angers          | 2-1                 | AS Bagneaux-Nemours   |
| AC Cambrai          | 2-0                 | US Blanzy-Montceau    |
| Toulouse FC         | 2-0                 | EF Bergerac           |
| Red Star Olympique  | 1-0                 | US Valenciennes-Anzin |
| RC Paris            | 3-0                 | AS Aix                |

### 1/8 finale
De wedstrijden werden op 10 maart gespeeld, de beslissingswedstrijden op 14 maart.
| Winnaar         | Uitslag     | Verliezer           |
| --------------- | ----------- | ------------------- |
| AS Monaco       | 1-1 nv; 5-1 | FC Sochaux          |
| Olympique Lyon  | 2-1         | Olympique Marseille |
| Stade Reims     | 10-0        | SR Creutzwald       |
| Sporting Toulon | 0-0 nv; 1-0 | SCO Angers          |

| Winnaar            | Uitslag | Verliezer          |
| ------------------ | ------- | ------------------ |
| Girondins Bordeaux | 5-0     | AC Cambrai         |
| UA Sedan Torcy     | 1-0     | Toulouse FC        |
| Limoges FC         | 2-0     | Red Star Olympique |
| AS Brest           | 1-0     | RC Paris           |

### Kwartfinale
De wedstrijden werden op 3 maart gespeeld.
| Winnaar         | Uitslag | Verliezer          |
| --------------- | ------- | ------------------ |
| AS Monaco       | 2-0     | Girondins Bordeaux |
| Olympique Lyon  | 1-0     | UA Sedan Torcy     |
| Stade Reims     | 4-3 nv  | Limoges FC         |
| Sporting Toulon | 1-0     | AS Brest           |

### Halve finale
De wedstrijden werden op 21 april gespeeld.
| Winnaar        | Uitslag | Verliezer       |
| -------------- | ------- | --------------- |
| AS Monaco      | 3-2     | Stade Reims     |
| Olympique Lyon | 3-1     | Sporting Toulon |

### Finale
De wedstrijd werd op 12 mei 1963 gespeeld in het Stade Olympique Yves-du-Manoir in Colombes voor 32.923 toeschouwers. De wedstrijd stond onder leiding van scheidsrechter Pierre Schwinte. De beslissingswedstrijd werd op 23 mei voor 24.910 toeschouwers gespeeld, in hetzelfde stadion, onder dezelfde leiding.
| Winnaar                                | Uitslag | Finalist       |
| -------------------------------------- | ------- | -------------- |
| AS Monaco                              | 0-0 nv  | Olympique Lyon |
| beslissingswedstrijd                   |         |                |
| AS Monaco                              | 2-0     | Olympique Lyon |
| Lucien Cossou 56' Georges Casolari 84' |         |                |

1917/18 · 1918/19 · 1919/20 · 1920/21 · 1921/22 · 1922/23 · 1923/24 · 1924/25 · 1925/26 · 1926/27 · 1927/28 · 1928/29 · 1929/30 · 1930/31 · 1931/32 · 1932/33 · 1933/34 · 1934/35 · 1935/36 · 1936/37 · 1937/38 · 1938/39 · 1939/40 · 1940/41 · 1941/42 · 1942/43 · 1943/44 · 1944/45 · 1945/46 · 1946/47 · 1947/48 · 1948/49 · 1949/50 · 1950/51 · 1951/52 · 1952/53 · 1953/54 · 1954/55 · 1955/56 · 1956/57 · 1957/58 · 1958/59 · 1959/60 · 1960/61 · 1961/62 · 1962/63 · 1963/64 · 1964/65 · 1965/66 · 1966/67 · 1967/68 · 1968/69 · 1969/70 · 1970/71 · 1971/72 · 1972/73 · 1973/74 · 1974/75 · 1975/76 · 1976/77 · 1977/78 · 1978/79 · 1979/80 · 1980/81 · 1981/82 · 1982/83 · 1983/84 · 1984/85 · 1985/86 · 1986/87 · 1987/88 · 1988/89 · 1989/90 · 1990/91 · 1991/92 · 1992/93 · 1993/94 · 1994/95 · 1995/96 · 1996/97 · 1997/98 · 1998/99 · 1999/00 · 2000/01 · 2001/02 · 2002/03 · 2003/04 · 2004/05 · 2005/06 · 2006/07 · 2007/08 · 2008/09 · 2009/10 · 2010/11 · 2011/12 · 2012/13 · 2013/14 · 2014/15 · 2015/16 · 2016/17 · 2017/18 · 2018/19 · 2019/20 · 2020/21 · 
2021/22 · 2022/23 · 2023/24 · 2024/25 ·